# Decyl glucoside
 Decyl glucoside là một chất hoạt động bên ngoài không ion nhẹ được sử dụng trong các dược phẩm mỹ phẩm bao gồm dầu gội dành cho bé và các sản phẩm dành cho những người có da nhạy cảm. Nhiều công ty chăm sóc cá nhân từ tự nhiên sử dụng chất tẩy rửa này bởi vì nó có nguồn gốc thực vật, phân huỷ sinh học và nhẹ nhàng cho tất cả các loại tóc.

## Tổng hợp
Decyl glucoside được tạo ra bởi phản ứng glucose từ tinh bột ngô với decanol cồn béo có nguồn gốc từ dừa.